# Slepice, nebo vejce?

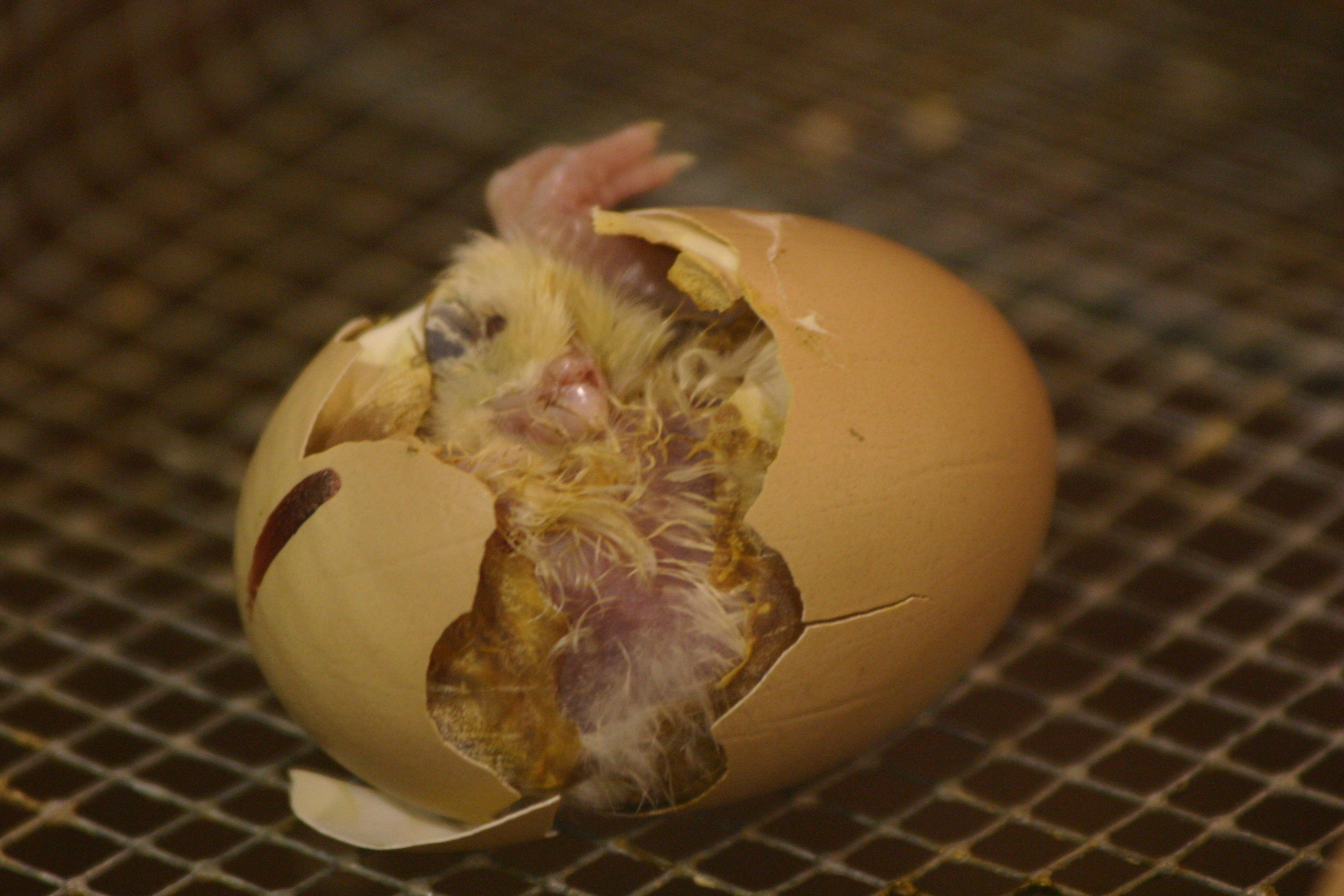
Kuře líhnoucí se z vejce

Slepice, nebo vejce? čili problém slepice a vejce je logický paradox a rétorický prostředek, který vychází z toho, že není možné přesvědčivě zodpovědět otázku Co bylo dřív: slepice, nebo vejce? Jde tedy o paradox vztahu dvou věcí, které nemohou vzniknout jedna bez druhé.
Paradox byl analyzován již v antice, původně se však otázka týkala ptáka obecně a nikoli slepice, jež se poprvé objevila u Plútarcha v 8. knize jeho práce Moralia. Například Aristotelés vyjádřil názor, že se obojí muselo objevit současně.
Otázka se považovala za vyřešenou s příchodem křesťanství, které poukázalo na akt stvoření světa včetně všech živých tvorů Bohem, což je řešení v Aristotelově duchu: ptáci i jejich vejce se okamžikem stvoření objevují zároveň. Doslovný výklad biblického příběhu o stvoření však zpochybnilo osvícenství, čímž problém opět na čas získal na důležitosti. Dnes se konkrétní problém slepic a jejich vajec z hlediska evoluční biologie vykládá tím, že se živí tvorové a jejich vlastnosti včetně kladení vajec vyvíjeli postupně. S řešením paradoxu pomocí postupné změny přišel již Anaximandros. Podobné paradoxy se však objevují i v jiných souvislostech a obratech, například v případě byrokratického zacyklení v duchu románu Hlava XXII.